# Diplodus holbrookii
Diplodus holbrookii — риба родини спарових. Зустрічається біля берегів західної Атлантики від Чесапікської затоки до Флориди і північно-західної Мексиканської затоки. У Вест-Індії не відомий. Морська демерсальна риба, сягає 46 см довжиною.